# Kryštof III. Bavorský
Kryštof III. Bavorský (26. února 1416 – 5. ledna 1448) – v letech 1440–1448 dánský a švédský a v letech 1442–1448 norský král z dynastie Wittelsbachů.

## Původ

Erb Kryštofa III. Bavorského

Kryštof se narodil jako poslední, sedmý, avšak jediný do dospělosti přeživší potomek hornofalckého kurfiřta Jana Wittelsbacha († 1443) a jeho první manželky Kateřiny Pomořanské († 1426), dcery pomořanského vévody Vartislava VII. z dynastie Greifen, sestry dánského krále Erika VII.
Kryštof se narodil pravděpodobně v Neumarktu v Horní Falci, některé prameny však uvádějí i Helsingborg v Dánsku. Vychován byl na dvoře římského krále Zikmunda Lucemburského, neboť jeho otec byl spojencem Zikmundovým v jeho válkách s českými husity.
Kryštofova matka byla sestrou Erika Pomořanského, pomořanského vévody, který jako Erik I. panoval od roku 1449 v Pomořansku a před tím byl králem Kalmarské unie v Dánsku (jako Erik VII.), ve Švédsku (jako Erik IX.) a v Norsku (jako Erik III.) Stejně jako Erik i Kryštofova matka byla po přeslici pravnučkou Valdemara IV. Atterdaga († 1375), posledního dánského krále z dynastie Estridsenů (nepočítaje v to královnu Markétu I. Dánskou, jež v Dánsku panovala do roku 1412).

## Vláda
Když v Dánsku, Švédsku a Norsku – zemích Kalmarské unie – došlo pro všeobecnou nespokojenost s vládou Erika VII. k jeho sesazení s trůnu, sněm dánského království se obrátil na Kryštofa jako na dalšího pokračovatele dánské královské linie s nabídkou královské koruny a on v roce 1439 přijel do Dánska a stal se jeho guvernérem. V roce 1440 jmenován králem a 9. dubna roku 1440 korunován jako Kryštof III. Po dánské volbě poslal vyslance do Švédska, aby tam navázali vztahy se švédským sněmem; ve Švédsku byl guvernérem Karel Knutsson, který to akceptoval a Kryštof byl 13. září roku 1441 zvolen králem Švédska a den nato v Uppsale korunován. Následujícího roku 1442 byl zvolen i králem Norska. Po překonání odporu posledních stoupenců Erika a potlačení povstání v Jutsku (1441) byl v roce 1443 korunován i králem Norska, přijav současně titul nordic archrex. V tomtéž roce, po smrti otce, převzal vládu v Horní Falci (Pfalzgraf von Neumarkt in der Oberpfalz).
Po převzetí vlády narovnal Kryštof vztahy s Hanzou, potvrdiv její dřívější privilegia, i s církví a s panovníkem Holštýnského vévodství hrabětem Adolfem VIII., jemuž udělil v léno šlesvické vévodství. Vláda krále byla omezená, oslabená nesnadnou spoluprací s mocnými rody všech tří království; v té situaci se král v počátcích svého panování snažil o zachování rovnováhy mezi všemi třemi zeměmi, později však podporoval dominanci Dánska. Napomáhal rovněž rozvoji měst, zvláště Kodaně. Za jeho vlády bylo nově kodifikováno švédské právo („Kristoffers Landslag“).
Ke konci jeho vlády se znovu projevily diskrepance s hanzovní ligou a předpokládá se, že Kryštof plánoval spojit se s různými německými knížaty se záměrem zaútočit na Lübeck. Pravděpodobně plánoval i válku proti Rusku.
Kryštof nabídl Švédům vrátit ostrov Gotland, kde se usadil Erik Pomořanský, který odtud podnikal pirátské výpravy a nikdy s králem Kryštofem nesouhlasil.
Kryštof se opakovaně musel vyrovnávat s komplikovanou vnitrostátní situací; kvůli vzrůstající nespokojenosti ve Švédsku svolal počátkem roku 1448 sněm do Jönköpingu. 5. nebo 6. ledna v Helsingborgu nenadále zemřel, nezůstaviv dědiců. Byl posledním potomkem Valdemara IV. Atterdaga; jeho nástupce Kristián I. položil základy nové Oldenburské dynastie. Rod Wittelsbachů, k němuž Kryštof náležel, se vrátil na trůn Švédska v roce 1654.

## Manželství
12. září roku 1445 se v Kodani oženil s Doroteou Braniborskou, nejmladší ze tří dcer (jediný syn zemřel při narození) braniborského markraběte Jana, zvaného Alchymista, a jeho manželky vévodkyně Barbary Anhaltské; její nejstarší sestra Barbara (1423–1481) byla provdaná vévodkyně milánská a Alžběta (1425–1465) byla provdaná vévodkyně pomořská. Z krátkého (dva roky a tři měsíce) manželství se nenarodil žádný potomek.
Kryštof zemřel 5. ledna roku 1448 v Helsingborgu a byl pochován v katedrále v Roskilde. Po jeho smrti se jeho vdova z ekonomických důvodů na straně Dánska (byla obava, že v případě sňatku s jiným nápadníkem by Dánsko muselo vrátit její věno) provdala za nového krále, Kryštofova nástupce Kristiána I. z Oldenburské dynastie, jež vládne na dánském trůně dodnes.